# Хотешівська сільська рада
Хотешівська сільська рада — орган місцевого самоврядування у Камінь-Каширському районі Волинської області з адміністративним центром у с. Хотешів.

## Населені пункти
Сільській раді підпорядковані населені пункти:
- с. Хотешів
- с. Котуш

## Населення
Згідно з переписом УРСР 1989 року чисельність наявного населення сільської ради становила 2309 осіб, з яких 1114 чоловіків та 1195 жінок.
За переписом населення України 2001 року в сільській раді мешкало 2078 осіб.

### Мова
Розподіл населення за рідною мовою за даними перепису 2001 року:
| Мова       | Відсоток |
| ---------- | -------- |
| українська | 99,76 %  |
| російська  | 0,19 %   |
| білоруська | 0,05 %   |

## Склад ради
Рада складається з 16 депутатів та голови.

## Керівний склад сільської ради
| ПІБ                             | Основні відомості                                                             | Дата обрання | Дата звільнення |
| ------------------------------- | ----------------------------------------------------------------------------- | ------------ | --------------- |
| Маковецький Володимир Федорович | Сільський голова, 1958 року народження, освіта, безпартійний                  | 26.03.2006   | 31.10.2010      |
| Маковецький Володимир Федорович | Сільський голова, 1958 року народження, освіта середня загальна, безпартійний | 31.10.2010   |                 |

Примітка: таблиця складена за даними джерела